# Xã Highland, Quận Lewis, Missouri
Xã Highland (tiếng Anh: Highland Township) là một xã thuộc quận Lewis, tiểu bang Missouri, Hoa Kỳ. Năm 2010, dân số của xã này là 1.676 người.